# Massacro di Nikolaev
Il massacro di Nikolaev fu un massacro che provocò la morte di 35782 cittadini sovietici, la maggior parte dei quali ebrei, avvenuto tra il 16 e il 30 settembre 1941 durante la seconda guerra mondiale. Si svolse intorno alle città di Nikolaev (Mykolaïv) e di Cherson, ambedue in Ucraina. Il massacro fu compiuto dalle truppe tedesche dell'Einsatzgruppe D al comando di Otto Ohlendorf, che fu poi condannato a morte per impiccagione al processo agli Einsatzgruppen, nel Processo di Norimberga. Gli omicidi furono commessi da molte delle stesse truppe che furono protagonisti del massacro di Babij Jar, le vittime furono contate e descritte in un documento datato 2 ottobre 1941 come "ebrei e comunisti". Questo documento fu inserito come prova al processo di Norimberga come NO-3137.

## Contesto storico
Prima dell'inizio della seconda guerra mondiale, l'Ucraina fu lo stato europeo con la maggior concentrazione di popolazione ebraica vivente sul suo territorio. In particolare, la regione di Kherson contava 28000 ebrei, la regione di Nikolaev ne contava 38402.
Le truppe della Wehrmacht occuparono Nikolaev il 16 agosto 1941. La regione di Nikolaev fu divisa in due parti, il confine correva lungo il fiume Bug Meridionale. Le regioni occidentali furono incluse nel governatorato della Transnistria e furono controllate dalle autorità rumene. Il resto della regione formò il distretto di Nikolaev, subordinato al Reichskommissariat Ukraine, guidato dal Gauleiter Koch. Il SS-Obergruppenführer Oppermann fu nominato commissario generale del distretto di Nikolaev. Il comando tedesco ebbe bisogno di padroneggiare le imprese di costruzione navale di Nikolaev, e dopo la requisizione delle fabbriche e dei cantieri navali nelle immediate vicinanze, cioè l'impianto di costruzione navale intitolato al 61° Comunardi poi ribattezzato Severnaja Verf', fu costruito lo Stalag-364, un campo di concentramento per prigionieri sovietici. I prigionieri ivi rinchiusi, il cui numero raggiunse le 30000 persone, sarebbero diventati la principale forza lavoro nella costruzione e nella riparazione delle navi da guerra.

## Massacri
Con l'arrivo delle truppe tedesche a Nikolaev, fu introdotto un sistema di lasciapassare e carte di lavoro (le meldekarten) per la popolazione locale, la disobbedienza fu punita con l'arresto, che spesso comportò il successivo esilio in un campo di concentramento o l'impiccagione pubblica, per la quale fu installata una forca all'angolo tra le strade Chersonskaja e Sobornaja. Le radio furono confiscate alla popolazione locale, per la propaganda tedesca furono installati in diversi punti della città dei tabelloni segnapunti con una mappa delle operazioni militari, dove furono annotate le vittorie immaginarie della Germania, il quotidiano "Ukraïns'ka dumka" pubblicò costantemente gli ordini del comandante militare della città.
Nella stessa Nikolaev, nell'agosto 1941, il Sonderkommando 11a uccise 227 ebrei e in tutta la regione di Nikolaev più di mille. Il 23 agosto, il Sonderkommando 11a diramò l'ordine per la registrazione e l'etichettatura degli ebrei. Il 29 agosto, 100 ebrei furono fucilati a Cherson, e in agosto nella regione di Cherson ci furono altre 250 vittime. Nell'agosto-settembre 1941, più di 14.000 ebrei furono fucilati vicino al cimitero ebraico di Nikolaev. Il 6 settembre il comandante di Cherson annunciò l'esecuzione di 110 ebrei. Il 16 settembre, agli ebrei di Nikolaev fu ordinato di radunarsi nel cimitero ebraico per il successivo reinsediamento, furono liquidati tra il 21 e il 23 settembre dal Sonderkommando 11a. Il numero delle vittime fu di oltre 7000 persone. Il 24 e 25 settembre si svolse a Cherson un'"azione ebraica", le cui vittime contarono 8000 persone. In totale, 26.000 ebrei furono sterminati a settembre nelle regioni di Nikolaev e Cherson.
All'inizio del 1942, circa un terzo della popolazione ebraica fu eliminata sul territorio dell'Ucraina, gli ebrei furono quasi completamente sterminati nelle regioni di Nikolaev, di Kiev e di Cherson.

## Lo Stalag-364
Il campo di concentramento Stalag-364 contò 26 baracche a due piani, il numero costante di prigionieri variò tra le 26.000 e le 30.000 persone. Gli edifici furono separati, ognuno dei quali conteneva fino a 200 prigionieri di guerra, e recintati con del filo spinato. I passaggi interni e le uscite furono controllati dalla polizia. Secondo le memorie del pilota R.I. Kapreljan, prigioniero nel campo, gli stessi prigionieri furono fucilati in una landa desolata nel campo e sepolti in un fosso. Poco prima della liberazione di Nikolaev, i prigionieri del campo furono trasportati a Odessa. Per tutto il tempo dell'esistenza dello Stalag-364 furono eliminate 30609 persone.

## Il processo
Dal 10 gennaio al 17 gennaio 1946, a Nikolaev, si svolse un processo aperto contro nove organizzatori dei massacri avvenuti durante l'occupazione. Furono interrogati oltre 100 testimoni e furono effettuate diverse perizie. 
Già prima dell'inizio del processo, tutti gli imputati, tranne uno, si dichiararono colpevoli. Tra questi ci furono:
- Il generale Herman Winkler: comandante militare di Nikolaev a cui erano subordinati i distaccamenti punitivi;
- Il SS-Obersturmführer Hans Sandner: capo della polizia di sicurezza e della SD di Nikolaev, prese parte all'omicidio di 200 pazienti dell'ospedale, di 20 medici e di 22 membri delle loro famiglie, diede le istruzioni ai distaccamenti punitivi che portarono a 54 vittime nel villaggio di Novo-Aleksandrovka, e 200 uomini in un campo di prigionia vicino a Nikolaev. Fu accusato dell'esecuzione di 1500 civili, dell'uso massiccio della tortura e dello sterminio di ebrei e zingari nella regione;
- Il maggiore Max Ludwig Bütner: capo del dipartimento di gendarmeria del distretto di Nikolaev, diede gli ordini di repressione e prese parte personalmente alle spedizioni punitive nella regione, per un totale di circa 500 vittime;
- Il capitano Fritz Kandler: capo della gendarmeria di Cherson, diede gli ordini per le incursioni di massa, durante le quali le persone catturate furono uccise dagli organi dell'SD o deportate nei campi;
- Il maggiore Rudolf Mikhel: capo della gendarmeria del distretto di Bereznehuvac'kyj nella regione di Nikolaev, fece irruzione nelle città, arrestando e torturando la popolazione residente, confessò l'esecuzione di cinque persone, e la partecipazione a 10-15 esecuzioni. Durante l'udienza, alla domanda sull'esecuzione di un gruppo di zingari, rispose:"Sono stati fucilati in relazione all'epidemia di tifo. Gli zingari non hanno avuto l'opportunità di mantenere la purezza personale e sono stati eliminati. Era una famiglia composta da padre, madre e figli di 16, 14, 7 e 6 anni";
- Il maggiore Franz Witzleb: capo della polizia di sicurezza di Nikolaev, partecipò all'impiccagione di 10 cittadini sovietici, pianificò le incursioni di massa sistematiche nella città;
- Il capitano Heinrich Schmale: vice capo della polizia di sicurezza di Nikolaev, aiutò a condurre i rastrellamenti e le uccisioni delle persone catturate, oltre che bruciare le loro case. Nell'agosto del 1943 partì con una spedizione punitiva per bruciare villaggi e fucilare centinaia di abitanti;
- Il sergente maggiore della gendarmeria da campo Robert Berg: prese parte personalmente alla tortura e all'esecuzione di alcuni civili a Bendery, Očakov (partecipando all'impiccagione di tre persone), Nikolaev (partecipando all'esecuzione di 28 lavoratori), Sinferopoli (partecipando all'esecuzione di 11 prigionieri di guerra), Bachčisaraj, Sebastopoli (partecipando all'esecuzione di 18 persone, compresi i bambini) e in altre città;
- il caporale del 783º battaglione di sicurezza Johann Happ: prese parte allo sterminio di massa di cittadini sovietici e prigionieri di guerra, fu accusato di tortura e di aver ucciso personalmente 20 persone.

La corte condannò sette dei nove imputati alla pena capitale per impiccagione. F. Kandler e J. Happ furono condannati ciascuno a 20 anni di lavori forzati. Le condanne a morte furono eseguite alle 17:00 del 17 dicembre, poche ore dopo l'annuncio della sentenza stessa, sulla piazza del mercato; all'esecuzione assistettero tra 65000 e 70000 cittadini. I corpi rimasero appesi in piazza per due giorni.